# Futebol Clube de Cantchungo
Maillots
Le Futebol Clube Cantchungo est un club bissau-guinéen de football basé à Canchungo.

## Palmarès et records

### Palmarès
| Compétitions nationales | Compétitions internationales |
| --- | --- |
| - Championnat de Guinée-Bissau (1) - Champion : 2023 - Vice-champion : 2010 - Coupe de Guinée-Bissau (3) - Vainqueur : 2014, 2017, 2023 - Finaliste : 2008, 2021 - Supercoupe de Guinée-Bissau (1) - Vainqueur : 2017 - Finaliste : 2014 | - Coupe des clubs champions africains (0) - Meilleure performance : Néant - Coupe d'Afrique des vainqueurs de coupe (0) - Meilleure performance : Néant - Coupe de la confédération (0) - Meilleure performance : Néant |